# Фридрих IV (Лейнинген)

Графство Лейнинген на карте Германии 1250 г. (вверху слева)

Фридрих IV (Friedrich IV von Leiningen) (р. ок. 1250, ум. 1316) — граф Лейнингена.
Сын Фридриха III фон Лейнингена (ум. 1249/54) и Адельгейды фон Кибург. После смерти отца находился под опекой матери.
Правил в Лейнингене совместно с дядей — Эмихо IV (ум. 1276/79) и его сыном Эмихо V (ум. 1289). После смерти последнего унаследовал часть его владений, в том числе Маденбург (другая часть, Эбернбург и Альт-Лейнинген, отошла сыновьям Адельгейды — сестры Эмихо V — графам Иоганну II и Симону II фон Шпонгеймам, город Ландау Рудольф Габсбург присоединил к имперскому домену, город Ландек передал своему племяннику Оттону III фон Охсенштейну (Otto III. von Ochsenstein) — тестю Эмихо V).
Ландфогт Шпейергау с 1275 по 1301 год. Назначен на эту должность императором Рудольфом Габсбургом, который приходился ему родственником по линии Адельгейды фон Кибург. Также вместе с Эмихо IV в 1274 году получил в лен сеньорию Линдельбрунн.
В 1301 году получил от императора Альбрехта Габсбурга в залог замок Фалькенбург.
Первая жена — Мехтильда (ум. 1268/70), происхождение не выяснено. Вторая жена (свадьба не позднее мая 1270) — Иоханна фон Шпонгейм, дочь графа Симона I фон Шпонгейма и Маргариты фон Хенгебах. В 1282 году третьим браком женился на Жанне д’Апремон (ум. не ранее 1321), дочери Гобера VII д’Апремона и Агнес де Куси.
От второй (или первой) жены сын:
- Фридрих V (ум. 1327), граф фон Лейнинген-Дагсбург. Его линия пресеклась в 1467 году.

От третьей жены дети:
- Йофрид (ум. 1344), граф фон Лейнинген-Хартенбург, основатель линий графов фон Лейнинген и фон Лейнинген-Риксинген.
- Агнес фон Лейнинген (ум. после 1343), жена Георга фон Герольдсека, графа Фельденца.

Сыновья Фридриха IV разделили свои владения в 1317 году.